# 21413 Albertsao
A 21413 Albertsao (ideiglenes jelöléssel 1998 FS68) a Naprendszer kisbolygóövében található aszteroida. A LINEAR projekt keretében fedezték fel 1998. március 20-án.